# Lliga de les Nacions de la UEFA 2020-21 - Lliga A
La UEFA Nations League A 2020-21 va ser la màxima divisió de l'edició 2020-21 de la UEFA Nations League, la segona temporada de la competició internacional de futbol en què participen les seleccions nacionals masculines de les 55 federacions membres de la UEFA. La Lliga A va culminar amb les finals de la Lliga de les Nacions l'octubre de 2021 per determinar els campions de la competició.

## Grup 1

### Classificació
| Equip                | Pts | PJ | PG | PE | PP | GF | GC | DG |
| -------------------- | --- | -- | -- | -- | -- | -- | -- | -- |
| Itàlia               | 12  | 6  | 3  | 3  | 0  | 7  | 2  | +5 |
| Països Baixos        | 11  | 6  | 3  | 2  | 1  | 7  | 4  | +3 |
| Polònia              | 7   | 6  | 2  | 1  | 3  | 6  | 6  | 0  |
| Bòsnia i Hercegovina | 2   | 6  | 0  | 2  | 4  | 3  | 11 | -8 |

### Partits
| Itàlia    | 1–1     | Bòsnia i Hercegovina |
| --------- | ------- | -------------------- |
| Sensi 67' | Informe | 57' Džeko            |

| Països Baixos | 1–0     | Polònia |
| ------------- | ------- | ------- |
| Bergwijn 61'  | Informe |         |

| Bòsnia i Hercegovina  | 1–2     | Polònia                 |
| --------------------- | ------- | ----------------------- |
| Hajradinović 24' (p.) | Informe | 45' Glik · 67' Grosicki |

| Països Baixos | 0–1     | Itàlia        |
| ------------- | ------- | ------------- |
|               | Informe | 45+1' Barella |

| Bòsnia i Hercegovina | 0–0     | Països Baixos |
| -------------------- | ------- | ------------- |
|                      | Informe |               |

| Polònia | 0–0     | Itàlia |
| ------- | ------- | ------ |
|         | Informe |        |

| Itàlia         | 1–1     | Països Baixos   |
| -------------- | ------- | --------------- |
| Pellegrini 16' | Informe | 25' van de Beek |

| Polònia                              | 3–0     | Bòsnia i Hercegovina |
| ------------------------------------ | ------- | -------------------- |
| Lewandowski 40', 52' · Linetty 45+1' | Informe |                      |

| Països Baixos                 | 3–1     | Bòsnia i Hercegovina |
| ----------------------------- | ------- | -------------------- |
| Wijnaldum 6', 14' · Depay 55' | Informe | 63' Prevljak         |

| Itàlia                          | 2–0     | Polònia |
| ------------------------------- | ------- | ------- |
| Jorginho 27' (p.) · Berardi 84' | Informe |         |

| Bòsnia I Hercegovina | 0–2     | Itàlia                    |
| -------------------- | ------- | ------------------------- |
|                      | Informe | 22' Belotti · 68' Berardi |

| Polònia    | 1–2     | Països Baixos                  |
| ---------- | ------- | ------------------------------ |
| Jóźwiak 6' | Informe | 77' (p.) Depay · 84' Wijnaldum |

## Grup 2

### Classificació
| Equip      | Pts | PJ | PG | PE | PP | GF | GC | DG  |
| ---------- | --- | -- | -- | -- | -- | -- | -- | --- |
| Bèlgica    | 15  | 6  | 5  | 0  | 1  | 16 | 6  | +10 |
| Dinamarca  | 10  | 6  | 3  | 1  | 2  | 8  | 7  | +1  |
| Anglaterra | 10  | 6  | 3  | 1  | 2  | 7  | 4  | +3  |
| Islàndia   | 0   | 6  | 0  | 0  | 6  | 3  | 17 | -14 |

### Partits
| Islàndia | 0–1     | Anglaterra          |
| -------- | ------- | ------------------- |
|          | Informe | 90+1' (p.) Sterling |

| Dinamarca | 0–2     | Bèlgica                  |
| --------- | ------- | ------------------------ |
|           | Informe | 9' Denayer · 76' Mertens |

| Bèlgica                                                  | 5–1     | Islàndia        |
| -------------------------------------------------------- | ------- | --------------- |
| Witsel 13' · Batshuayi 17', 69' · Mertens 50' · Doku 80' | Informe | 11' Friðjónsson |

| Dinamarca | 0–0     | Anglaterra |
| --------- | ------- | ---------- |
|           | Informe |            |

| Anglaterra                    | 2–1     | Bèlgica         |
| ----------------------------- | ------- | --------------- |
| Rashford 39' (p.) · Mount 65' | Informe | 16' (p.) Lukaku |

| Islàndia | 0–3     | Dinamarca                                        |
| -------- | ------- | ------------------------------------------------ |
|          | Informe | 45' (p.p.) Sigurjónsson · 46' Eriksen · 61' Skov |

| Anglaterra | 0–1     | Dinamarca        |
| ---------- | ------- | ---------------- |
|            | Informe | 35' (p.) Eriksen |

| Islàndia      | 1–2     | Bèlgica        |
| ------------- | ------- | -------------- |
| Sævarsson 17' | Informe | 9', 38' Lukaku |

| Bèlgica                     | 2–0     | Anglaterra |
| --------------------------- | ------- | ---------- |
| Tielemans 10' · Mertens 24' | Informe |            |

| Dinamarca                    | 2–1     | Islàndia        |
| ---------------------------- | ------- | --------------- |
| Eriksen 12' (p.), 90+2' (p.) | Informe | 85' Kjartansson |

| Bèlgica                                        | 4–2     | Dinamarca                    |
| ---------------------------------------------- | ------- | ---------------------------- |
| Tielemans 3' · Lukaku 56', 69' · De Bruyne 87' | Informe | 17' Wind · 86' (p.p.) Chadli |

| Anglaterra                            | 4–0     | Islàndia |
| ------------------------------------- | ------- | -------- |
| Rice 20' · Mount 24' · Foden 80', 84' | Informe |          |

## Grup 3

### Classificació
| Equip    | Pts | PJ | PG | PE | PP | GF | GC | DG |
| -------- | --- | -- | -- | -- | -- | -- | -- | -- |
| França   | 16  | 6  | 5  | 1  | 0  | 12 | 5  | +7 |
| Portugal | 13  | 6  | 4  | 1  | 1  | 12 | 4  | +8 |
| Croàcia  | 3   | 6  | 1  | 0  | 5  | 9  | 16 | -7 |
| Suècia   | 3   | 6  | 1  | 0  | 5  | 5  | 13 | -8 |

### Partits
| Portugal                                            | 4–1     | Croàcia        |
| --------------------------------------------------- | ------- | -------------- |
| Cancelo 41' · Jota 58' · Félix 70' · A. Silva 90+5' | Informe | 90+1' Petković |

| Suècia | 0–1     | França     |
| ------ | ------- | ---------- |
|        | Informe | 41' Mbappé |

| França                                                                   | 4–2     | Croàcia                  |
| ------------------------------------------------------------------------ | ------- | ------------------------ |
| Griezmann 43' · Livaković 45+1' (p.p.) · Upamecano 65' · Giroud 77' (p.) | Informe | 17' Lovren · 55' Brekalo |

| Suècia | 0–2     | Portugal           |
| ------ | ------- | ------------------ |
|        | Informe | 45+1', 72' Ronaldo |

| Croàcia                   | 2–1     | Suècia   |
| ------------------------- | ------- | -------- |
| Vlašić 32' · Kramarić 84' | Informe | 66' Berg |

| França | 0–0     | Portugal |
| ------ | ------- | -------- |
|        | Informe |          |

| Croàcia    | 1–2     | França                    |
| ---------- | ------- | ------------------------- |
| Vlašić 64' | Informe | 8' Griezmann · 79' Mbappé |

| Portugal                     | 3–0     | Suècia |
| ---------------------------- | ------- | ------ |
| B. Silva 21' · Jota 44', 72' | Informe |        |

| Portugal | 0–1     | França    |
| -------- | ------- | --------- |
|          | Informe | 54' Kanté |

| Suècia                           | 2–1     | Croàcia              |
| -------------------------------- | ------- | -------------------- |
| Kulusevski 36' · Danielson 45+2' | Informe | 82' (p.p.) Danielson |

| Croàcia          | 2–3     | Portugal                  |
| ---------------- | ------- | ------------------------- |
| Kovačić 29', 65' | Informe | 52', 90' Dias · 60' Félix |

| França                                     | 4–2     | Suècia                    |
| ------------------------------------------ | ------- | ------------------------- |
| Giroud 16', 59' · Pavard 36' · Coman 90+5' | Informe | 4' Claesson · 88' Quaison |

## Grup 4

### Classificació
| Equip    | Pts | PJ | PG | PE | PP | GF | GC | DG  |
| -------- | --- | -- | -- | -- | -- | -- | -- | --- |
| Espanya  | 11  | 6  | 3  | 2  | 1  | 13 | 3  | +10 |
| Alemanya | 9   | 6  | 2  | 3  | 1  | 10 | 13 | -3  |
| Suïssa   | 6   | 6  | 1  | 3  | 2  | 9  | 8  | +1  |
| Ucraïna  | 6   | 6  | 2  | 0  | 4  | 5  | 13 | -8  |

### Partits
| Alemanya   | 1–1     | Espanya    |
| ---------- | ------- | ---------- |
| Werner 51' | Informe | 90+6' Gayà |

| Ucraïna                        | 2–1     | Suïssa        |
| ------------------------------ | ------- | ------------- |
| Iarmòlenko 14' · Zíntxenko 68' | Informe | 41' Seferović |

| Espanya                                    | 4–0     | Ucraïna |
| ------------------------------------------ | ------- | ------- |
| Ramos 3' (p.), 29' · Fati 32' · Torres 84' | Informe |         |

| Suïssa     | 1–1     | Alemanya     |
| ---------- | ------- | ------------ |
| Widmer 58' | Informe | 14' Gündoğan |

| Espanya       | 1–0     | Suïssa |
| ------------- | ------- | ------ |
| Oyarzabal 14' | Informe |        |

| Ucraïna               | 1–2     | Alemanya                  |
| --------------------- | ------- | ------------------------- |
| Malinovs'kyj 77' (p.) | Informe | 20' Ginter · 49' Goretzka |

| Alemanya                              | 3–3     | Suïssa                           |
| ------------------------------------- | ------- | -------------------------------- |
| Werner 28' · Havertz 55' · Gnabry 60' | Informe | 5', 57' Gavranović · 26' Freuler |

| Ucraïna      | 1–0     | Espanya |
| ------------ | ------- | ------- |
| Cyhankov 76' | Informe |         |

| Alemanya                   | 3–1     | Ucraïna      |
| -------------------------- | ------- | ------------ |
| Sané 23' · Werner 33', 64' | Informe | 12' Jaremčuk |

| Suïssa      | 1–1     | Espanya    |
| ----------- | ------- | ---------- |
| Freuler 26' | Informe | 89' Moreno |

| Espanya                                                       | 6–0     | Alemanya |
| ------------------------------------------------------------- | ------- | -------- |
| Morata 17' · Torres 33', 55', 71' · Rodri 38' · Oyarzabal 89' | Informe |          |

| Suïssa | 3–0 (a la taula) | Ucraïna |
| ------ | ---------------- | ------- |
|        | Informe          |         |

## Fase final
La fase final va ser organitzada per Itàlia, com a guanyadora del grup 1.

### Quadre
|  | Semifinals          | Semifinals |                     |   | Final | Final |
|  |                     |            |                     |   |       |       |
|  | 6 d'octubre – Milà  |            |                     |   |       |       |
|  |                     |            |                     |   |       |       |
|  | Itàlia              | 1          |                     |   |       |       |
|  | Itàlia              | 1          | 10 d'octubre – Milà |   |       |       |
|  | Espanya             | 2          |                     |   |       |       |
|  | Espanya             | 2          | Espanya             | 1 |       |       |
|  | 7 d'octubre – Torí  |            | Espanya             | 1 |       |       |
|  |                     | França     | 2                   |   |       |       |
|  | Bèlgica             | França     | 2                   | 2 |       |       |
|  | Bèlgica             |            |                     | 2 |       |       |
|  | França              | 3          |                     |   |       |       |
|  | França              | 3          | Tercer lloc         |   |       |       |
|  |                     |            |                     |   |       |       |
|  | 10 d'octubre – Torí |            |                     |   |       |       |
|  |                     |            |                     |   |       |       |
|  | Itàlia              | 2          |                     |   |       |       |
|  | Itàlia              | 2          |                     |   |       |       |
|  | Bèlgica             | 1          |                     |   |       |       |

### Semifinals
| Itàlia         | 1–2     | Espanya           |
| -------------- | ------- | ----------------- |
| Pellegrini 83' | Informe | 17', 45+2' Torres |

| Bèlgica                   | 2–3     | França                                        |
| ------------------------- | ------- | --------------------------------------------- |
| Carrasco 37' · Lukaku 40' | Informe | 62' Benzema · 69' (p.) Mbappé · 90' Hernández |

### 3r lloc final
| Itàlia                         | 2–1     | Bèlgica          |
| ------------------------------ | ------- | ---------------- |
| Barella 46' · Berardi 65' (p.) | Informe | 86' De Ketelaere |

### Final
| Espanya       | 1–2     | França                   |
| ------------- | ------- | ------------------------ |
| Oyarzabal 64' | Informe | 66' Benzema · 80' Mbappé |

## Classificació de golejadors
6 Gols
- Romelu Lukaku (2 penal)
- Ferran Torres

4 Gols
- Christian Eriksen (3 penal)
- Kylian Mbappé (1 penal)
- Timo Werner

3 Gols
- Dries Mertens
- Olivier Giroud (1 penal)
- Domenico Berardi (1 penal)
- Georginio Wijnaldum
- Diogo Jota
- Mikel Oyarzabal

2 Gols
- Michy Batshuayi
- Youri Tielemans
- Mateo Kovačić
- Nikola Vlašić
- Phil Foden
- Mason Mount
- Karim Benzema
- Antoine Griezmann
- Nicolò Barella
- Lorenzo Pellegrini
- Memphis Depay
- Robert Lewandowski
- Rúben Dias
- João Félix
- Cristiano Ronaldo
- Sergio Ramos (1 penal)
- Remo Freuler
- Mario Gavranović

1 Gols
- Yannick Carrasco
- Kevin De Bruyne
- Charles De Ketelaere
- Jason Denayer
- Jérémy Doku
- Axel Witsel
- Edin Džeko
- Haris Hajradinović (1 penal)
- Smail Prevljak
- Josip Brekalo
- Andrej Kramarić
- Dejan Lovren
- Bruno Petković
- Robert Skov
- Jonas Wind
- Marcus Rashford
- Declan Rice
- Raheem Sterling (1 penal)
- Kingsley Coman
- Theo Hernández
- N'Golo Kanté
- Benjamin Pavard
- Dayot Upamecano
- Matthias Ginter
- Serge Gnabry
- Leon Goretzka
- İlkay Gündoğan
- Kai Havertz
- Leroy Sané
- Hólmbert Aron Friðjónsson
- Viðar Örn Kjartansson
- Birkir Már Sævarsson
- Andrea Belotti
- Jorginho (1 penal)
- Stefano Sensi
- Plantilla:Bandiera Donny van de Beek
- Steven Bergwijn
- Kamil Glik
- Kamil Grosicki
- Kamil Jóźwiak
- Karol Linetty
- João Cancelo
- André Silva
- Bernardo Silva
- Ansu Fati
- José Luis Gayà
- Gerard Moreno
- Álvaro Morata
- Rodri
- Marcus Berg
- Viktor Claesson
- Marcus Danielson
- Dejan Kulusevski
- Robin Quaison
- Haris Seferović
- Silvan Widmer
- Ruslan Malinovs'kyj (1 penal)
- Viktor Cyhankov
- Roman Jaremčuk
- Andrí Iarmòlenko
- Oleksandr Zíntxenko

Gols en pròpia porta
- Nacer Chadli (1, pro Dinamarca)
- Dominik Livaković (1, pro França)
- Rúnar Már Sigurjónsson (1, pro Dinamarca)
- Marcus Danielson (1, pro Croàcia)